# Onze-Lieve-Vrouw-van-Lourdeskerk (Lommel)

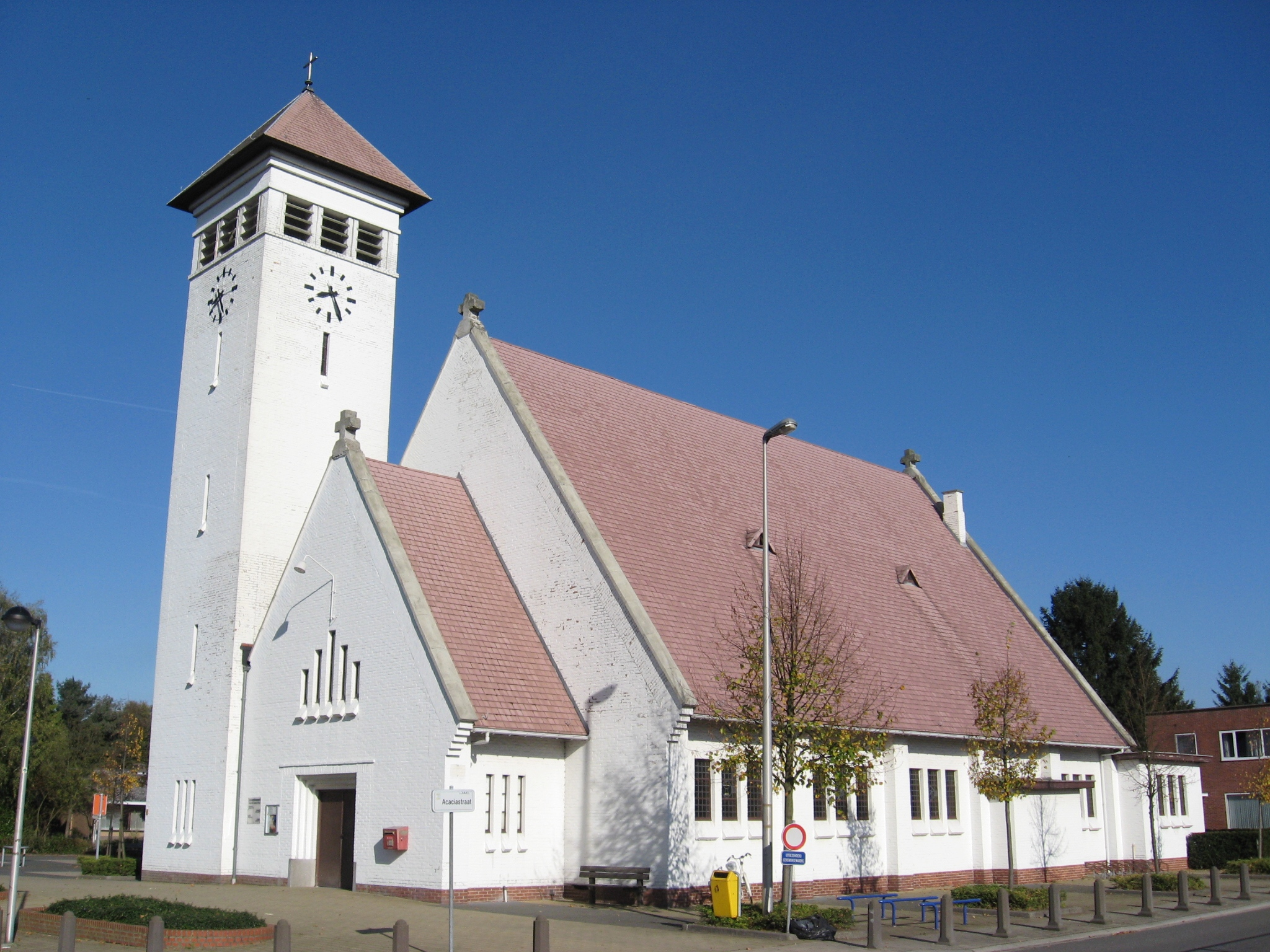
Onze-Lieve-Vrouw-van-Lourdeskerk

De Onze-Lieve-Vrouw-van-Lourdeskerk is de parochiekerk van de Lommelse wijk Heide-Heuvel, gelegen aan Slinkerstraat 64.
De parochie werd in 1852 afgesplitst van de centrumparochie van Lommel, en kreeg de naam Heuvelse Heide-Kolonie, maar later splitsten Lommel-Kolonie en Barrier zich af en kwam het overige deel weer aan de centrumparochie, om in 1964 een eigen parochie te vormen die gewijd was aan Onze-Lieve-Vrouw van Lourdes.
Deze omvat het gebied ten noorden van Lommel Centrum tot aan de Nederlandse grens.
Hier stond eerder ook een kerk, welke in 1865 hersteld werd door Herman Jaminé. De nieuwe kerk is van 1953. Het is een bakstenen zaalkerk onder hoog zadeldak, en witgeschilderd. De ingangspartij, eveneens onder zadeldak, is enigszins lager. Architect was F. Theuwissen. De vierkante noordwesttoren is aangebouwd en wordt gedekt door een tentdak.
In de kerk bevindt zich een geschilderde kruisweg. De glas-in-loodramen tonen christelijke symbolen.